# XVII Giochi del Commonwealth
I XVII Giochi del Commonwealth si tennero a Manchester, Inghilterra, tra il 25 luglio e il 4 agosto 2002.
I Giochi sono stati considerati un successo per la città ospitante, un evento per presentare la città di Manchester a seguito dell'attentato terroristico del 1996.

## Selezione della sede
Quando l’Inghilterra decise di candidarsi per i Giochi del Commonwealth del 2002, tre città inglesi – Londra, Manchester e Sheffield – mostrarono interesse ad ospitare i Giochi. Il Commonwealth Games Council of England (CGCE) ha dovuto scegliere una città da proporre alla Commonwealth Games Federation (CGF). Londra aveva ospitato i Giochi del Commonwealth del 1934 e le Olimpiadi estive del 1908 e del 1948, mentre Sheffield aveva ospitato le Universiadi estive del 1991. Manchester si era candidata senza successo per le Olimpiadi estive del 1996 e del 2000 e Bob Scott, presidente dei comitati di candidatura olimpica, guidò la candidatura per un altro grande evento.
Sheffield si ritirò dalla procedura di gara quando la città non riuscì a raggiungere un accordo sulle garanzie finanziarie. Ciò ha lasciato i 24 membri del CGCE a scegliere tra Manchester e Londra, con il Manchester che ha vinto 17–7. Le città di nessun altro paese hanno presentato offerte e così Manchester è stata annunciata come la città ospitante dei Giochi del 2002 il 6 novembre 1995
| Città      | Nazione     | Voti    |
| ---------- | ----------- | ------- |
| Manchester | Inghilterra | Unanime |

## Sport

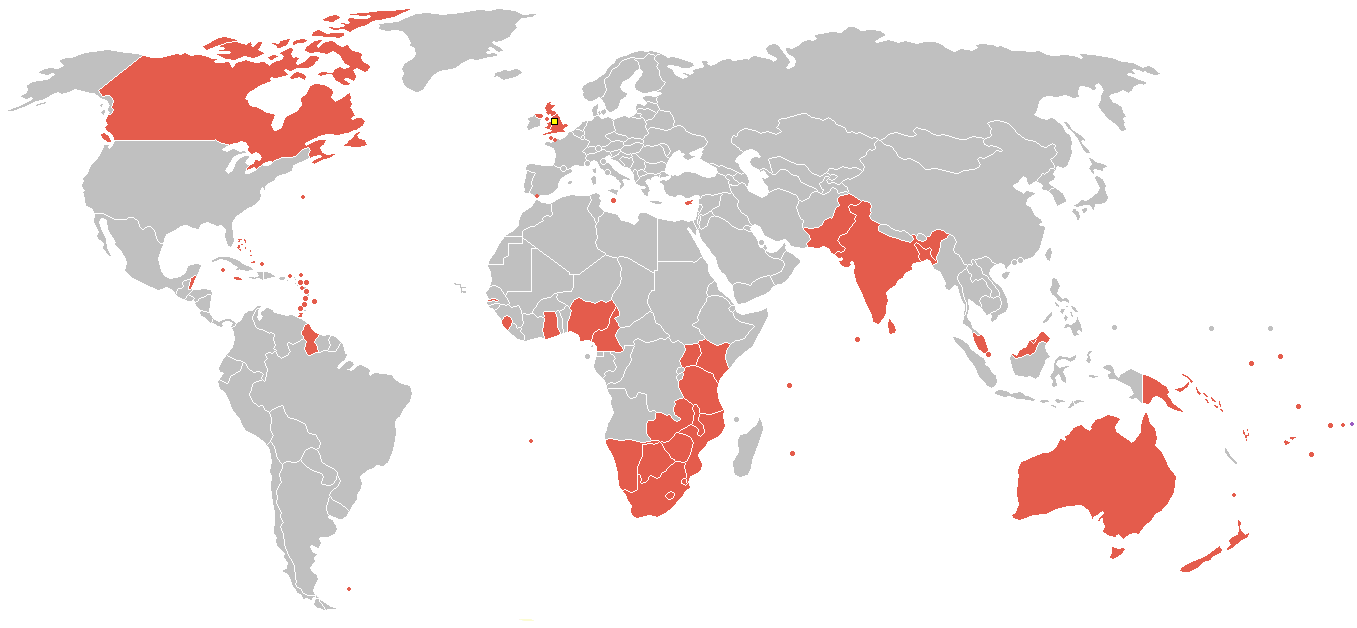
Paesi partecipanti

I Giochi del Commonwealth del 2002 hanno visto la partecipazione in 17 sport, 14 individuali e 3 di squadra per un totale di 277 eventi.
| Sport                                                     | Luogo                                                   | Eventi |
| --------------------------------------------------------- | ------------------------------------------------------- | ------ |
| Discipline acquatiche (Tuffi, Nuoto, Nuoto sincronizzato) | Manchester Aquatics Centre                              | 50     |
| Atletica                                                  | City of Manchester Stadium                              | 46     |
| Badminton                                                 | Bolton Arena                                            | 5      |
| Bocce                                                     | Heaton Park                                             | 6      |
| Ciclismo                                                  | Manchester Velodrome (pista), Rivington (mountain bike) | 17     |
| Ginnastica                                                | Manchester Central (Conference Centre)                  | 15     |
| Hockey su prato                                           | Belle Vue Complex                                       | 2      |
| Judo                                                      | Manchester Central (Conference Centre)                  | 14     |
| Lotta                                                     | Manchester Central (Conference Centre)                  | 7      |
| Netball                                                   | Manchester Evening News Arena                           | 1      |
| Pugilato                                                  | Manchester Evening News Arena                           | 12     |
| Rugby 7                                                   | City of Manchester Stadium                              | 1      |
| Sollevamento pesi                                         | Manchester Central (Conference Centre)                  | 46     |
| Squash                                                    | National Squash Centre                                  | 5      |
| Tennis tavolo                                             | Table Tennis Centre, Sportcity                          | 8      |
| Tiro                                                      | Bisley Shooting Centre                                  | 40     |
| Triathlon                                                 | Salford Quays                                           | 2      |

## Paesi partecipanti
Ai Giochi del Commonwealth 2002 hanno partecipato 72 paesi, territori e regioni del Commonwealth. In ordine alfabetico:
| - Anguilla - Antigua e Barbuda - Australia - Bahamas - Bangladesh - Barbados - Belize - Bermuda - Botswana - Isole Vergini Britanniche - Brunei - Camerun - Canada - Isole Cayman - Isole Cook - Cipro - Dominica - Inghilterra | - Isole Falkland - Figi - Gambia - Ghana - Gibilterra - Grenada - Guernsey - Guyana - India - Isola di Man - Giamaica - Jersey - Kenya - Kiribati - Lesotho - Malawi - Malaysia - Maldive | - Malta - Mauritius - Montserrat - Mozambico - Namibia - Nauru - Nuova Zelanda - Nigeria - Niue - Isola Norfolk - Irlanda del Nord - Pakistan - Papua Nuova Guinea - Sant'Elena, Ascensione e Tristan da Cunha - Saint Kitts e Nevis - Saint Lucia - Saint Vincent e Grenadine - Samoa | - Scozia - Seychelles - Sierra Leone - Singapore - Isole Salomone - Sudafrica - Sri Lanka - eSwatini - Tanzania - Tonga - Trinidad e Tobago - Turks e Caicos - Tuvalu - Uganda - Vanuatu - Galles - Zambia - Zimbabwe |

## Medagliere
| #      | Nazione             | Oro | Argento | Bronzo | Totale |
| ------ | ------------------- | --- | ------- | ------ | ------ |
| 1      | Australia           | 82  | 62      | 63     | 207    |
| 2      | Inghilterra         | 54  | 52      | 60     | 166    |
| 3      | Canada              | 31  | 41      | 46     | 118    |
| 4      | India               | 30  | 22      | 17     | 69     |
| 5      | Nuova Zelanda       | 11  | 13      | 21     | 45     |
| 6      | Sudafrica           | 9   | 20      | 17     | 46     |
| 7      | Camerun             | 9   | 1       | 2      | 12     |
| 8      | Malaysia            | 7   | 9       | 18     | 34     |
| 9      | Galles              | 6   | 13      | 12     | 31     |
| 10     | Scozia              | 6   | 8       | 16     | 30     |
| 11     | Nigeria             | 5   | 3       | 11     | 19     |
| 12     | Kenya               | 4   | 8       | 4      | 16     |
| 13     | Giamaica            | 4   | 6       | 7      | 17     |
| 14     | Singapore           | 4   | 2       | 7      | 13     |
| 15     | Bahamas             | 4   | 0       | 4      | 8      |
| 16     | Nauru               | 2   | 5       | 8      | 15     |
| 17     | Irlanda del Nord    | 2   | 2       | 1      | 5      |
| 18     | Cipro               | 2   | 1       | 1      | 4      |
| 19     | Pakistan            | 1   | 3       | 4      | 8      |
| 20     | Figi                | 1   | 1       | 1      | 3      |
| 20     | Zambia              | 1   | 1       | 1      | 3      |
| 22     | Zimbabwe            | 1   | 1       | 0      | 2      |
| 23     | Namibia             | 1   | 0       | 4      | 5      |
| 24     | Tanzania            | 1   | 0       | 1      | 2      |
| 25     | Bangladesh          | 1   | 0       | 0      | 1      |
| 25     | Guyana              | 1   | 0       | 0      | 1      |
| 25     | Mozambico           | 1   | 0       | 0      | 1      |
| 25     | Saint Kitts e Nevis | 1   | 0       | 0      | 1      |
| 29     | Botswana            | 0   | 2       | 1      | 3      |
| 30     | Uganda              | 0   | 2       | 0      | 2      |
| 31     | Samoa               | 0   | 1       | 2      | 3      |
| 32     | Trinidad e Tobago   | 0   | 1       | 0      | 1      |
| 33     | Barbados            | 0   | 0       | 1      | 1      |
| 33     | Isole Cayman        | 0   | 0       | 1      | 1      |
| 33     | Ghana               | 0   | 0       | 1      | 1      |
| 33     | Lesotho             | 0   | 0       | 1      | 1      |
| 33     | Malta               | 0   | 0       | 1      | 1      |
| 33     | Mauritius           | 0   | 0       | 1      | 1      |
| 33     | Saint Lucia         | 0   | 0       | 1      | 1      |
| Totale | Totale              | 282 | 280     | 336    | 898    |